# Deir al-Adas
Đừng nhầm lẫn với Nhà thờ Chính thống Hy Lạp St Nicodemus, được đặt tên theo tiếng Ả Rập Deir al-'Adas, gần Cổng Herod ở Jerusalem
Deir al-Adas (tiếng Ả Rập: دير العدس) là một ngôi làng ở miền nam Syria, một phần hành chính của Tỉnh Daraa. Nó nằm khoảng 40 km về phía tây bắc của Daraa. Theo Cục Thống kê Trung ương (CBS), nó có dân số 3.723.
Tên này có nghĩa là Tu viện (deir) của Đậu lăng (al-'adas).

## Lịch sử
Năm 1838, Deir al-Adas được ghi nhận là một ngôi làng ở quận el-Jeidur.